# هینزدیل (مانتانا)
هینزدیل (به انگلیسی: Hinsdale) یک منطقهٔ مسکونی در ایالات متحده آمریکا است که در شهرستان ولی، مونتانا واقع شده‌است. هینزدیل ۲۱۷ نفر جمعیت دارد و ۶۶۱٫۱۲ متر بالاتر از سطح دریا واقع شده‌است.